# Ordine del Tempio Solare
L'Ordine del Tempio del Sole (OTS), inizialmente detto Ordine Internazionale Cavalleresco di tradizione solare, è un gruppo esoterico neo-templare fondato a Ginevra da Luc Jouret e Jo Di Mambro a seguito della Fondazione Golden Way da parte di quest'ultimo. Questo falso ordine cavalleresco è conosciuto principalmente per i suicidi di massa in Svizzera, Francia e Canada che hanno provocato 74 vittime nel 1994, 1995 e 1997 e per le controversie che sono scaturite da questi fatti. Proprio questa vicenda ha provocato un rafforzamento della lotta contro le sette in Francia.
In Francia, l'OTS è considerato come una setta dal rapporto della commissione di inchiesta parlamentare francese del 1995.

## I protagonisti

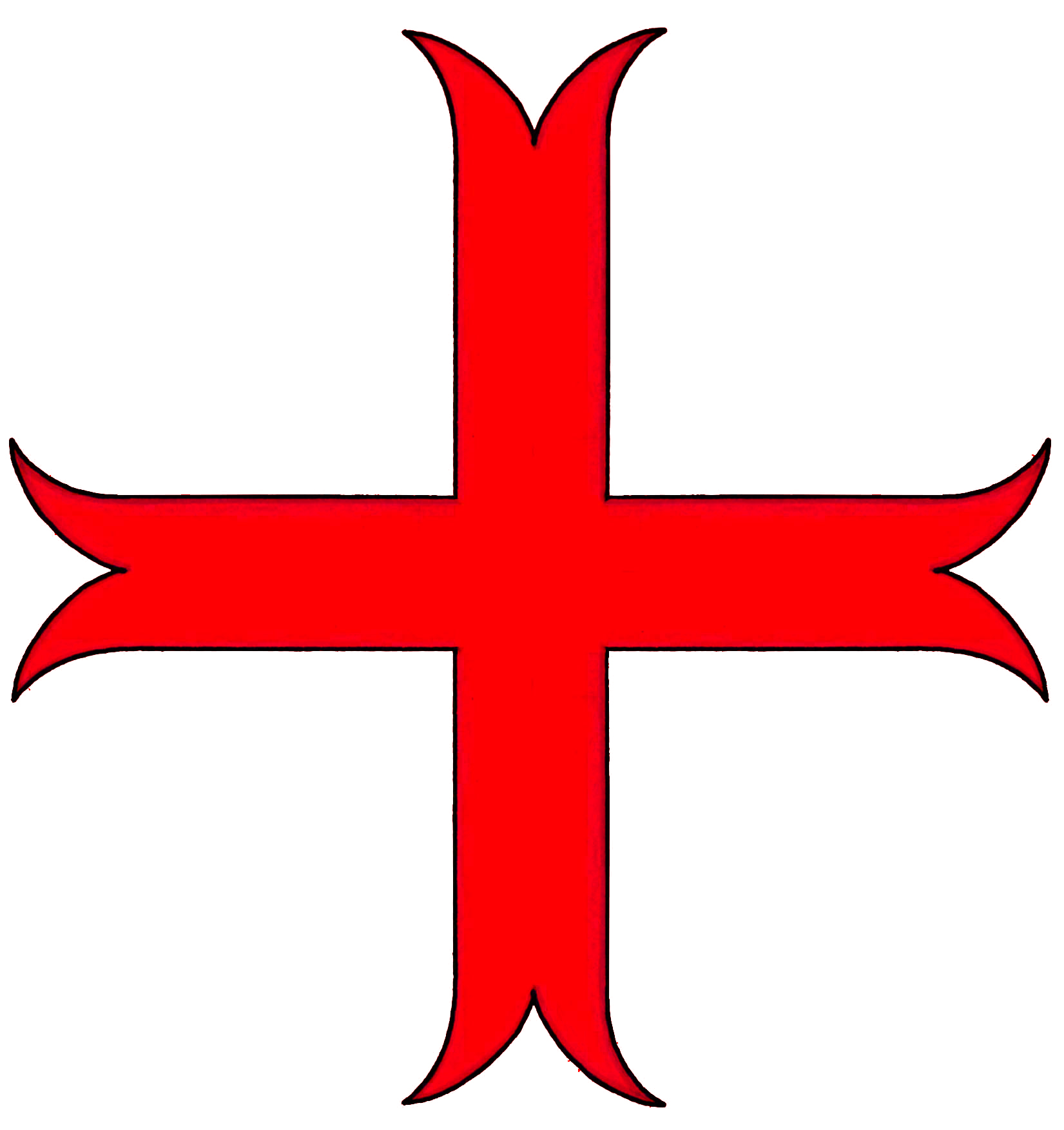
Croce templare del tipo utilizzato sulle cappe rituali dei membri dell'ordine

Luc Jouret (1947, ex-Congo belga - 1994, Salvan, Svizzera) è diplomato in medicina alla Libera Università di Bruxelles nel 1974, si specializza in omeopatia che eserciterà per quasi 15 anni. Si interessa, parallelamente, a terapie alternative macrobiotiche, iridologia e si schiera a favore dei guaritori a mani nude filippini che incontra più volte a Manila. Dopo essere succeduto al gran maestro dell’Ordine Rinnovato del Tempio, nel 1983, ne viene espulso nel 1984.
Joseph Di Mambro detto «Jo Di Mambro» (19 agosto 1924 a Pont-Saint-Esprit nel Gard in Francia - 5 ottobre 1994 a Salvan, Canton Vallese, in Svizzera) è stato gioielliere e ha fatto sei mesi di prigione per truffa. Negli anni ’50, comincia a praticare lo spiritismo. Prima dell’OTS, frequenta un raggruppamento che deriva dal Servizio di Azione Civica (SAC), fondato da Charles Pasqua.
Michel Tabachnik, nato il 10 novembre 1942 a Ginevra, in Svizzera, è un direttore d’orchestra e compositore svizzero di rinomanza internazionale.

## La fondazione
Nel 1977, Jo Di Mambro incontra Michel Tabachnik, interessato alla filosofia, esoterismo e spiritualità. I due uomini decidono di creare, l'anno successivo a Ginevra la Fondazione Golden Way. Nel 1981, Michel Tabachnik ne diviene il presidente.
Dopo aver creato, nel 1982, il Club Amenta, che diventerà Atlanta, Luc Jouret, alla morte di Julien Origas, leader di un certo Ordine rinnovato del Tempio (voluto come una risorgenza dell'Ordo Templi Orientis) che era stato creato assieme ad antichi rosacrociani, gli succede, nel 1983. Questo provoca immediatamente una scissione dalla quale nasce l'ordine cavalleresco internazionale Tradition Solaire del quale prende la direzione.
Nel 1984, i due uomini fondano l'Ordine del Tempio Solare mescolando diversi principi delle strutture precedenti. Joseph Di Mambro diventa il cervello e gestore delle finanze dell'organizzazione e Luc Jouret il reclutatore.

## La Storia

### Prima dei massacri
Secondo il parere di Françoise Champion, sociologo, questo gruppo ha una filiazione dai templari autocostruita. Jean-François Mayer descrive certe credenze del gruppo, come la nozione di "transito", (viaggio dell'anima verso un altro pianeta, attraverso il suicidio, nozione similare a quella del gruppo Heaven's Gate) o "l'importanza di trasportare il germe di vita su di un altro pianeta, come le cause di una deriva ulteriore. Una buona parte dei concetti e dei principi dell'Ordine erano ispirati agli scritti "ermetici" di Tabachnik, Les Archées".
Gli obiettivi visibili del gruppo erano:
- riconoscere e riunire un'élite spirituale per prepararla, attraverso lo studio delle Alte Scienze, a partecipare a dei Lavori in vista di perpetuare la Coscienza UNA e la VITA nel tempo e nello spazio;
- prendere una parte preponderante e attiva nell'edificazione dei Centri di Vita;
- formare attraverso il mondo una catena di vera solidarietà, a servizio delle forze positive e del Tempio Unificato, costituito dall'ordine del Tempio Solare.

La gerarchia dell'Ordine è assoluta. Le cerimonie sarebbero state studiate da un membro di nome Tony Dutoit. Secondo i termini del giudizio reso, nel 2011, da Michel Tabachnik, i luoghi di culto sono stati "il teatro di apparizioni e manifestazioni percepiti come soprannaturali durante le cerimonie rituali [...] Numerosi testimoni hanno dichiarato di aver visto [...] delle materializzazioni di oggetti o di personaggi". Un'anziana addetta dichiara di aver assistito all'apparizione di Maestri, del Santo Gral, della spada Excalibur, dei dodici Apostoli e persino del Cristo". In realtà, le apparizioni soprannaturali del Maestro, al suono di una musica cosmica assordante e in mezzo a ologrammi, non sono altro che Jocelyne Di Mambro, sposa di Jo, appollaiata su di uno sgabello.

#### La nascita del "bambino cosmico"
Dominique Bellaton, giovane donna tossicomane che sarebbe stata ricercata da degli sfruttatori che cercano di assassinarla, si integra nell'ordine su domanda dei parenti. Di Mambro ha immediatamente l'idea di farne la madre del "bambino cosmico". Una cerimonia nella cripta dell'ordine, con effetti speciali (una spada tocca il ventre della giovane donna e ne scaturisce un lampo di luce), contribuisce a confermare ai membri i poteri sovrannaturali dei dirigenti. Di Mambro chiama il suo rituale "concezione teogamica", una concezione senza rapporto sessuale anche se, in effetti, Dominique è la sua signora ed è incinta da qualche settimana. La bambina, Emmanuelle, nasce il 22 marzo 1982. Lei e sua madre moriranno nel corso del primo massacro di Salvan.

#### Primi dissensi
Molti mesi prima del primo massacro, alcuni fedeli evocano la megalomania, le soverchierie e le malversazioni dei capi. Molti donatori (tra cui notabili, industriali, proprietari) reclamano il rimborso parziale dei fondi che hanno impegnato visto che questo denaro è stato impegnato per investire in imprese fittizie, proprietà o per i fondatori che non rifiutano mai nulla (villa, vetture di lusso, viaggi).

Un ex-adepto, Paul-André Auclair, che aveva abbandonato la setta, dichiara alcuni anni più tardi: 
"Quelli che hanno creato il movimento avevano pensato alla sua creazione per poterne approfittare. Questo è sicuramente stato più un grande affare commerciale per loro stessi piuttosto che condurci verso quanto ci mettevano come principio di vita".

#### L'inchiesta canadese
Nel 1992-93 la polizia canadese comincia a nutrire dei sospetti soprattutto per il fatto che vengono sondate da parte della setta diverse vie per ottenere delle armi illegali. Dalle testimonianze di Paul-André Auclair e di sua moglie, membri di vertice della setta poi allontanatisi, la setta meditava già da tempo di effettuare un suicidio collettivo, prima di quello realizzato nel 1994. A fermare il progetto l'intervento della polizia.
Il poliziotto Jacques Saint-Pierre vi è coinvolto sia rispetto all'inchiesta sulle armi sia relativamente al suicidio collettivo di Morin-Heights.
L'OTS era infatti stato messo sotto osservazione dopo che una lettera di minaccia era stata inviata al primo ministro dell'epoca, Robert Bourassa. "Cercavano delle armi da fuoco - dice il poliziotto - in maniera illegale. Quando poi si è verificato il caso di Morin-Heights, nel 1994, ci siamo resi conto che, nel 1993, già preparavano il "transito verso Sirio".
L'inchiesta del 1993 aveva portato alla condanna di Luc Jouret per alcune accuse relative allo stoccaggio di armi da fuoco. Era stato condannato a una pena pecuniaria di 1.000$ dalla giustizia del Québec. 

### Ottobre 1994: primo massacro
Il 30 settembre 1994, in Québec, a Morin Heights, al numero 199 di Via Belisle, vengono ritrovate due persone suicide, che poi risulteranno gli assassini di tre persone, in uno chalet dato alle fiamme con dei dispositivi comandati attraverso il telefono.
Il 5 ottobre 1994, in Svizzera, 25 persone vengono ritrovate morte in località "Le rocce di cristallo", a Salvan, nel Canton Vallese e 23 alla fattoria di "La Rochette", a Cheiry, nel Cantone di Friburgo. Le vittime erano prevalentemente "rivestite con una cappa rituale bianca, nera o dorata, a seconda del grado di iniziazione raggiunto".
A Salvan, si scopre che è stato iniettato alle vittime, o che si sono iniettate da sole, un veleno a base di curaro, oppiacei e benzodiazepine. A Cheiry, 20 vittime sono morte a causa di uno o più colpi di pistola nella testa, due soffocati da un sacchetto di plastica attorno alla testa e per una terza si sospetta che sia stata usata la stessa modalità. Il giudice istruttore di Friburgo, André Piller viene incaricato del caso.
Il caso si presentava, a suo parere, come un caso flagrante di suicidio collettivo e non intravedeva la necessità di ricercare indizi. Ordina, pertanto, la distruzione dei luoghi "per non scioccare i credenti e non attirare i curiosi", una decisione che solleverà molte controversie.
Thierry Huguenin, già membro dell'OTS, che in quel momento aveva abbandonato il gruppo, testimonia di essere stato convocato il 4 ottobre a Salvan con la promessa che gli sarebbe stato reso in quel giorno il denaro che gli era dovuto. Spiegherà più tardi che pensa che il progetto fosse quello di assassinarlo con gli altri per raggiungere il numero di 54 vittime, in relazione ai 54 cavalieri dell'Ordine del Tempio giustiziati sul patibolo il 18 marzo 1314 sotto il regno di Filippo il Bello.
La mattina del 5 ottobre, 300 lettere vengono inviate da un membro della setta, secondo gli ordini di Di Mambro, ai media, agli altri adepti e a molte personalità politiche o pubbliche, come Charles Pasqua. Contenevano principalmente dei messaggi contenenti le credenze dell'OTS.

### Dicembre 1995: secondo massacro
Nella notte tra il 15 e il 16 dicembre 1995, sedici persone, tredici adulti e tre bambini di 2, 4 e 6 anni, sono stati immolati attraverso il fuoco nella frazione "Le trou de l'enfer", in una radura isolata dell'altopiano del Vercors, vicino a Saint-Pierre de Chérennes, in Francia.
L'inchiesta, condotta dalla Gendarmerie nationale di Grenoble, ha richiesto la competenza scientifica all'Istituto di ricerca criminale della Gendarmeria nazionale (IRCGN) che ha determinato che 14 persone sono state uccise con uno a due colpi di pistola calibro 22 Long Rifle, dopo aver assunto sedativi, poi bruciati con l'aiuto di legno e benzina. Secondo le teorie degli investigatori, i due esecutori sarebbero l'ispettore Jean-Pierre Lardanchet e André Friedli che si sarebbero poi suicidati sparandosi con un calibro 9 parabellum mentre saltavano nel fuoco. Il procuratore di Grenoble ha, quindi, aperto un'inchiesta giudiziaria per assassinio e associazione a delinquere con la possibilità di complicità esterne.

### Marzo 1997: terzo massacro
Altri cinque membri vengono ritrovati morti a Saint-Casimir, nel Québec, in Canada, il 22 marzo 1997, di questi, tre sono francesi. Vengono ritrovati vivi tre adolescenti che sono sopravvissuti poiché hanno negoziato con i loro parenti il loro diritto di vivere. Nel numero in cui annuncia questo evento, il giornale "Libération" lancia un allarme sostenendo che restano nel mondo circa 500 adepti di questa setta.
"Restano all'incirca 500 membri identificati dell'OTS nel mondo, e probabilmente tre volte tanto sono quelli sconosciuti. [...] Il dottor Jean-Marie Abgrall, esperto psichiatra presso la Corte di Appello di Aix e specialista di sette, aveva avvisato il giudice giusto un anno prima che "una congiunzione di elementi oggettivi" poteva far temere una nuova ecatombe tra il 18 e il 22 marzo".

#### Seguiti giudiziari
Nel 1997, vista la morte a Salvan dei due dirigenti, nel 1994, il direttore d'orchestra e compositore Michel Tabachnik è l'unico indagato nell'ambito del caso dell'Ordine del Tempio Solare. Pubblica, a sua difesa, "Buc émissaire. Dans le piège di Temple Solaire", con una prefazione di Pierre Boulez.
Il 25 giugno 2001, il tribunale penale di Grenoble assolve Michel Tabachnick per insufficienza di prove.
Il tribunale, imputandogli di aver spinto degli adepti a un "transito verso Sirio attraverso i suoi scritti esoterici", ricorre in appello e Michel Tabachnick è nuovamente giudicato nel 2006. Il procuratore generale, stimando che l'imputato non era tra i membri attivi dell'Ordine, e che "la sua responsabilità nelle morti non era stata provata", non richiede alcuna pena contro di lui. Pertanto, viene assolto una seconda volta nel dicembre 2006.

### Controversie e teorie del complotto

#### Suicidio o assassinio
Secondo Alain Vuarnet, figlio e fratello di due delle vittime, che ha condotto un'inchiesta parallela, dal 1995, i "suicidi collettivi" dei membri dell'Ordine del Tempio Solare nel dicembre del 1995 nel Vercors non sono mai stati veramente chiariti. Si è lamentato della mancanza di collaborazione della giustizia che ha sempre rifiutato di indagare sulla pista di un assassinio. Secondo un esperto incaricato dal Vuarnet, è stato trovato sul posto del fosforo, il che denota l'utilizzo di lanciafiamme, cosa che implicherebbe che non ci sarebbero stati suicidi ma una messa in scena. "Mio padre e io restiamo persuasi che non è attraverso qualche ramo umido che questi sedici corpi sono stati carbonizzati fino in questo stato". Il risultato delle perizie rivela "un eccesso di fosforo tra il 21 e il 40%"; alcune delle vittime avevano sacchi di plastica sulla testa, il che è stato spiegato, secondo la tesi dell'istruttoria, come un segno rituale; infine, alcune vittime erano state drogate.

Nel documentario di Yves Boisset su questo caso, Bernard Geiger, un responsabile della polizia cantonale del Vallese dichiara:

"Lo vedo sempre più come un assassinio collettivo. Rigetto formalmente la tesi del suicidio collettivo deciso unanimemente - Questa tesi è del puro cinema".
Il realizzatore costruisce la sua argomentazione sulla questione: "74 morti e nessun colpevole"? La giustizia sottolinea ugualmente, durante il processo del 2001, "il carattere improbabile di questo nuovo massacro più di un anno dopo la sparizione di dirigenti" e le investigazioni confermano un assassinio collettivo seguito dal suicidio degli assassini" pur stabilendo che, secondo i testimoni, la maggior parte delle vittime del 1995, come quelle del 1994, avevano "acconsentito al sacrificio della loro vita".
Oltre Alain Vuarnet, altri membri della famiglia delle vittime, René e Muguette Rostan, Willy e Giséla Schleimer, hanno chiesto, nel 2001 e poi nel 2004, una riapertura dell'inchiesta per contestare la tesi del suicidio collettivo. Riapertura richiesta, nel 2006 da Jean-Pierre Brard.
Maurice Fusier, reporter di Radio France, rilancerà questa stessa tesi dell'assassinio mediante fosforo, nel 2006.

#### Pista politico mafiosa
Alcune fonti sostengono una origine mafiosa del fenomeno. Tra questi, c'è lo psichiatra Jean-Marie Abgrall, che evoca dei possibile legami tra Luc Jouret ed esponenti di Gladio.
Nel 2006, il cineasta Yves Boisset denuncia, pure lui, la pista politico-mafiosa che gli investigatori avrebbero trascurato. Sottolinea, in particolare, i legami di Di Mambro con Jean-Louis Fargette, un "padrino" di Tolone assassinato nel 1993. Il cineasta ha realizzato un film, I misteri sanguinanti dell'OTS, per esporre il suo punto di vista. Sostiene di vedere "l'ombra di Charles Pasqua dietro questo caso" e ha parlato di "traffici d'armi tra il Canada e l'Angola", ciò che Le Monde ha definito Anglogate, anche se questo articolo non fa alcun riferimento all'OTS. Yves Boisset dichiara ancora che il giudice Piller avrebbe "bruciato con cognizione di causa i luoghi" distruggendo lo chalet, scena del crimine. Dichiara, infine, che l'ispettore Jean-Pierre Lardachet, trovato morto nel Vercors, era un agente informativo generico e vicino a Charles Pasqua. Altro fonti, invece lo indicano come un agente della Polizia dell'Aria e delle frontiere o come talpa infiltrata nell'Ordine

#### Le cassette audio
Molti mesi dopo il caso, due giornalisti di France 2 si sono recati tra i resti dello chalet di Salvan e hanno dichiarato di aver trovato, nel cestino della cucina, delle cassette audio in eccellente stato dove sono state registrate delle conversazioni telefoniche di adepti spiati da Di Mambro. Benché questa scoperta sembri incredibile, alcuni estratti di queste cassette sono stati diffusi e giudicati conformi alle credenza e alle tesi dell'Ordine.

#### Il caso Yann Piat
L'inchiesta di Boisset lo porta a stabilire un legame con il caso Yann Piat, ex-deputato del Front National dal 1986 al 1988, poi deputato della 3ª circoscrizione del Var per il partito UDF dal 1988 alla sua morte, che si era interessato al progetto immobiliare di un membro dell'OTS poco tempo prima di essere assassinato, nel febbraio del 1994, da due motociclisti. Arnaud Palisson, già analista della Direction centrale des renseignements généraux (DCRG) a Parigi, considera che, a suo parere, Boisset "si sia fatto spazzare via dagli argomenti prodigiosamente fuorvianti di giornalisti di provincia alla ricerca del loro Watergate nel Vercors".

#### Testo di Jocelyne Duplessis
Quando venne perquisito l'appartamento di Joseph Di Mambro fu ritrovato un documento, così come un esemplare stampato in uno chalet e attribuito a Jocelyne Duplessis, moglie di Di Mambro:
"A seguito del Tragico Transito di Cheiry, ci teniamo a precisare, a nome della Rosa + Croce, che deploriamo e che ci stacchiamo completamente dal comportamento barbaro, incompetente e aberrante del dottor Luc Jouret. Prendendo la decisione di sua Autorità, contrariamente a tutte le nostre regole, ha trasgredito il nostro codice di onore ed è la causa di una vera carneficina che avrebbe dovuto essere un Transito effettuato nell'Onore, la Pace e la Luce. Questa Partenza non corrisponde all'Etica che noi rappresentiamo e difendiamo di fronte alla posterità..."

## La setta in Spagna
L'Ordine del Tempio Solare è ugualmente impiantato in Spagna, in particolare nelle Isole Canarie. Nel 1984, il fondatore della setta, Luc Jouret, ha tenuto delle conferenze a Tenerife. Il leader dell'Ordine ha vissuto in Spagna, nel sud dell'isola. Inoltre, il solo spagnolo morto nel suicidio di massa dell'Ordine del Tempio Solare era un barbiere di Tenerife. Nel 1998, una setta era sospettata di stare pianificando un suicidio rituale nel Parco Nazionale di Teide, a Tenerife, suicidio che fu poi impedito dalle autorità. Le polizie spagnola e tedesca lo hanno inizialmente attribuito all'Ordine del Tempio Solare.

## L'ordine nel momento attuale
Permane il sospetto che l'Ordine non sia del tutto estinto. Un gruppo che si ispira alle teorie dell'Ordine del Tempio Solare è ancora attivo in Québec, Canada, presso Saint'Anne de la Pérade. Inoltre, pare che esistano ancora, sparsi per il mondo, alcune centinaia di adepti o simpatizzanti. Molti di questi gruppi sono sotto stretto controllo delle polizie locali.
Permane ancora, verso l'Ordine, un alone di mistero e di misticismo che, per quanto gli eventi siano evidentemente superati, spinge molti a interessarsi e a cercare di sollevare il velo di misteri non ancora pienamente svelati.
Resta, in tutto questo, l'orrore delle salme allineate sui prati attorno ai cottage o agli chalet e l'incredulità per la schizofrenia che guidava gli adepti che, in gran parte, parevano davvero convinti di quanto loro prospettato.

Sempre l'ex-adepto Paul-André Auclair dimostra quanto fosse forte il bisogno di spiritualità forzato dai vertici della setta, ma ammonisce anche per il futuro sperando che nessuno espella dalla memoria collettiva questo fatto affinché resti un ammonimento per il futuro:
"per molte persone, non c'è che una cosa che conti, sono i soldi. Il resto, gli uomini [...] non valgono più granché [...] spero che questo non si ripeta mai più".

### Filmografia
- L'Ordre du Temple solaire, docu-fiction di 90 minuti, 2005, Arnaud Selignac e Hugues Pagan, a partire da un'inchiesta di Bernard Nicolas. CAPA DRAMA e France 3
- Aller simple pour Sirius - l'ordre du Temple solaire, 1997, Nicole Giguère
- Les mystères sanglants de l'ordre du Temple solaire, 2005, France 2 Yves Boisset

### Documentari televisivi
- «Les secrets de l'ordre du Temple solaire» in 2004-2005 in Secrets d'actualité su M6
- «Ordre du Temple Solaire: massacre dans le Vercors» le 26 novembre 2008 in Enquêtes criminelles: le magazine des faits divers su W9
- Tout le monde en parlait, le 16 juin 2015, «L'ordre du Temple solaire», su ICI Radio-Canada Télé
- «L'affaire de OTS, massacre dans le Vercors», in Chroniques criminelles diffuso su NT1, il 23 aprile 2016

### Trasmissioni radio
- «Il y a 20 ans: l'Organisation du Temple Solaire» il 19 settembre 2014 in L'Heure du crime di Jacques Pradel su RTL